# Cella
En cella (flertal cellae (latin: 'lille kammer') eller naos (græsk: 'tempel')) er det inderste rum i et tempel i Antikkens arkitektur. Almindeligvis bruges cella om det romerske tempel og naos om det græske.

## Græske og romerske templer
I templer fra antikkens Hellas og Romerriget er cella et rum i bygningens centrum, oftest med en statue eller et kultbillede af den guddom, som templet var viet til. Desuden kunne cellaen indeholde et bord eller en sokkel, som offergaverne kunne lægges på.
Cellaen er sædvanligvis et enkelt vinduesløst rektangulært rum med en dør eller en åben indgang midt på en af kortvæggene. I større templer kunne cellaen være delt i to eller tre «skibe» skilt af søjlerækker. Den kunne også indeholde en adyton, et område som alene ypperstepræsten kunne anvende.
Venustemplet i Rom, som blev bygget af Hadrian, havde to cellae, begge indhegnet med en enkel peristyl (søjlerække).

## Templer i oldtidens Ægypten
I den ptolemæiske periode i oldtidens Ægypten refererede cella til det, som er skjult og ukendt i den inderste helligdom i et tempel; det som eksisterer i totalt mørke, som skulle symbolisere universets tilstand før skabelsen.

## Etruskiske templer
Ifølge Vitruvius havde etruskiske templer tre cellae ved siden af hverandre.

## Kristne kirker
I tidlig kristen arkitektur som i katakomberne, blev navnet cella brugt om det kapell, der var reserveret til gennemførelsen af liturgien. Senere er små kapeller og munkeceller også blevet kaldt cella.
Naos bruges også i byzantinsk arkitektur om rummet midt i korskuppelkirker.

Denne artikel er oversat tekst fra Encyclopædia Britannica, 1911, som er public domain.
| Arkitektur | Spire Denne arkitekturartikel er en spire som bør udbygges. Du er velkommen til at hjælpe Wikipedia ved at udvide den. |